# Yábloko
Yábloko (lit.: «manzana»), o Partido Democrático Ruso Yábloko (en ruso: Росси́йская Демократи́ческая Па́ртия "Я́блоко"; transliteración: Rossíyskaya Demokratícheskaya Pártiya "Yábloko") es un partido político autodenominado socioliberal de Rusia, dirigido por Grigori Yavlinski, que tiene por objetivo, entre otros, el mantenimiento de la integridad territorial de Rusia, la preservación y cuidado del medio ambiente, la creación de un sistema de salud y educación pública de alta calidad y la presentación de la candidatura rusa a la Unión Europea. 
Hay quien considera que Yábloko es un partido de tendencia ecologista y humanista que ha decidido unirse a la Internacional Liberal. La sede central del partido se encuentra en Moscú.
Yábloko actualmente sigue siendo un partido minoritario en la Duma Estatal. Tras no superar la barrera electoral del 5% de los votos para conseguir escaños en el parlamento en 2004 (aunque consiguieron 4 escaños gracias a diputados independientes), su futuro es incierto. En las elecciones del 2007 obtuvieron un 1,6% de los votos, con lo que no consiguieron superar la barrera del 7%. El partido se opuso a la segunda guerra de Chechenia. En las elecciones del 2011 obtuvieron un 3,43% de los votos.
2003 - el 90% de la financiación del partido proviene de los propietarios de Yukos.(fuente?)
El partido dice que sus votos provienen de la intelligentsia urbana, personas de edad, y trabajadores especializados.
El nombre del partido significa literalmente manzana, pero proviene de las iniciales de sus tres fundadores—Григорий Явлинский (Grigori Yavlinski), Юрий Болдырев (Yuri Bóldyrev) y Владимир Лукин (Vladímir Lukín). El logotipo de Yábloko es un círculo rojo y una fina flecha verde que sugieren una manzana en un estilo constructivista.

## Resultados electorales

### Elecciones presidenciales
|  | 7.45 % |

|  | 5.80 % |

|  | 1.05 % |

### Elecciones legislativas
|  | 7.90 % |

|  | 6.89 % |

|  | 5.93 % |

|  | 4.30 % |

|  | 1.59 % |

|  | 3.43 % |

|  | 2.04 % |

|  | 1.34 % |